# Hans-Jürgen Hellriegel
Hans-Jürgen Hellriegel (* 16. Juni 1917 in Berlin-Wilmersdorf; † 2. Juli 1944 im Atlantik südwestlich von Teneriffa) war ein hochdekorierter deutscher Marineoffizier und U-Bootkommandant im Zweiten Weltkrieg. Er war Kommandant von U 140, U 96 und U 543. Auf seinen Feindfahrten versenkte er fünf Schiffe und beschädigte eines schwer. Über die versenkten BRT werden jedoch in diversen Quellen verschiedene Angaben gemacht.

## Leben
Hans-Jürgen Hellriegels Militärkarriere begann im April 1936 und war damit Mitglied der sogenannten Olympia-Crew. Nachdem er sechs Monate auf dem Torpedoboot Luchs gedient hatte, meldete er sich im Oktober 1938 zur U-Bootwaffe. Etwas mehr als ein Jahr später, im Dezember 1939, trat er seinen Dienst als zweiter Wachoffizier an Bord von U 46, unter dem Kommando von Kptlt. Herbert Sohler und später unter Kptlt. Engelbert Endrass, an.
Er verließ das Boot schließlich im März 1941 und nahm an einem Kommandantenlehrgang teil. Schon im April desselben Jahres übernahm er sein erstes Kommando auf U 140. Hellriegel führte das U-Boot im Sommer auf zwei Patrouillen ins Baltikum und versenkte dabei das sowjetische U-Boot M-94.
Im April 1942 löste er Kptlt. Heinrich Lehmann-Willenbrock als Kommandant von U 96 ab. Seine erste Feindfahrt verlief erfolglos, doch auf seiner zweiten gelang es, vier Schiffe zu versenken. Des Weiteren beschädigte er den britischen Tanker F. J. Wolfe schwer.
Hellriegel verließ im März des folgenden Jahres U 96 und übernahm einen Monat später das Kommando auf U 543. Er war einer der wenigen Kommandanten, die Feindfahrten mit drei U-Bootklassen (Typ II, Typ VII und Typ IX) absolvierten. Hellriegel und die gesamte Besatzung fielen im Juli 1944, als sie von einem US-amerikanischen Flugzeug des Geleitflugzeugträgers USS Wake Island angegriffen wurden.

## Auszeichnungen
- Eisernes Kreuz II. Klasse am 24. April 1940
- U-Boot-Kriegsabzeichen (1939) am 26. April 1940
- Eisernes Kreuz I. Klasse am 3. Juli 1940
- Ritterkreuz des Eisernen Kreuzes am 3. Februar 1944[4]